# 鹿児島県立鹿児島高等特別支援学校
鹿児島県立鹿児島高等特別支援学校（かごしまけんりつ かごしまこうとうとくべつしえんがっこう）は、鹿児島県鹿児島市東坂元に所在する高等部単独の特別支援学校であり、鹿児島東高等学校に隣接している。学科は普通科を設置する。

## 概要
通学区域は鹿児島県内全域とし、1学年あたりの定員は4学級32人である。
出願資格は、以下のすべてを満たす者とされている。
- 学校教育法施行令第22条の3に示す知的障害のある者（療育手帳の所持等により確認できること）
- 特別支援学校中学部、もしくは中学校を卒業した者、または卒業見込みの者
- 自宅または施設等から公共交通機関などを利用し、自立通学が可能な者

入学者選考においては、国語および数学の学力検査に加え、作業能力検査や集団活動検査が行われるほか、生徒および保護者に対する面接も実施される。
同校には寄宿舎が併設されており、通学に2時間以上を要する遠隔地に居住する生徒が入舎できる。

## 沿革
- 1999年7月 - 高等養護学校整備に関する請願の提出
- 1999年12月 - 第4回県議会定例会において請願の採択
- 2001年1月 - 「21世紀新かごしま総合計画」主要プロジェクトへ位置付け
- 2001年～2003年 - 第1期実践計画に基づく先進校の調査と教育課程の研究
- 2008年6月 - 知事マニフェストにおいて高等養護学校整備を明記
- 2009年2月 - 特別支援教育施設整備検討委員会のまとめにおいて高等養護学校整備に関する提言
- 2010年2月 - 高等特別支援学校基本構想の発表（鹿児島東高校の敷地内に整備，2012年4月開校）
- 2011年4月1日 - 開校準備室を鹿児島東高等学校内に設置（職員4人発令）、校長：堂免良久 発令（鹿児島県立鹿児島東高等学校兼新設校）
- 2011年7月11日 - 本館改修工事着工（鹿児島東高等学校4号棟）
- 2011年7月12日 - 校名「鹿児島高等特別支援学校」に決定（県広報に登載）
- 2011年7月22日 - 校札除幕式，学校設置式を開催
- 2011年9月15日 - 校訓「学び合う 高め合う 助け合う」制定
- 2011年9月20日 - 制服決定
- 2011年10月3日 - 校章制定
- 2011年12月6日 - 校歌制定
- 2012年1月31日 - 本館改修工事竣工
- 2012年2月7日～8日 - 平成24年度入学者選考（出願者数42人，受検者数40人）
- 2012年2月17日 - 合格者発表（合格者数32人）
- 2012年2月27日 - 1期生 合格者集合
- 2012年4月1日 - 職員23人発令
- 2012年4月10日 - 開校・入学式（1学年4学級，32人）、寄宿舎入舎式（鹿児島養護学校寄宿舎内）
- 2012年4月26日 - 開校記念式典（県知事・県議会議長・県教育委員長・県教育長ほか臨席）
- 2012年5月25日 - PTA結成
- 2012年9月15日 - 第1回体育祭（鹿児島東高等学校と合同開催）
- 2012年10月26日 - 第1回文化祭（鹿児島東高等学校と合同開催）
- 2013年2月1日 - 桜島一周遠行（鹿児島東高等学校と合同開催）
- 2013年3月19日 - 職員室空調設備完成
- 2013年4月1日 - 職員9人発令
- 2013年4月10日 - 寄宿舎移転（鹿児島聾学校寄宿舎内）
- 2013年10月18日 - 平成24・25年度 国立特別支援教育総合研究所研究協力機関として公開研究会を開催（参加者107人）
- 2014年1月21日～24日 - 第2学年修学旅行（関東方面）
- 2014年4月1日 - 職員11人発令
- 2015年1月20日～23日 - 第2学年修学旅行（関西方面へ変更）
- 2015年3月11日 - 第1回卒業式（1期生32人卒業）
- 2015年4月1日 - 第2代校長：佐久間健士 発令、校舎同一敷地内に寄宿舎完成・移転
- 2015年12月18日 - 第1回寺山遠行（鹿児島東高等学校と合同開催），農場拡張
- 2016年3月21日 - 教育情報ネットワーク無線LAN整備
- 2017年1月23日 - 園芸実習棟・温室棟完成
- 2017年4月1日 - 第3代校長：小山昭洋 発令
- 2018年10月25日 - 文部科学大臣表彰「学校保健及び学校安全表彰」を受賞
- 2020年9月30日 - 普通教室及び実習室の空調設備完成
- 2021年4月1日 - 第4代校長：上國料里美 発令
- 2022年5月14日 - 創立10周年記念式典開催
- 2022年7月22日 - 創立10周年記念マルシェ開催
- 2023年4月1日 - 第5代校長：赤池賢二 発令[4]

## 部活動
運動系
- 陸上競技部、サッカー部、卓球部、 テニス部、野球部、バドミントン部、バスケットボール部

文化系
- 美術部、音楽部[1]

## 学校間交流
- 鹿児島県立鹿児島東高等学校
- 鹿児島県立薩摩中央高等学校
- 鹿児島県立加治木工業高等学校[5]

## 作業学習
作業班
- 福祉、OA実務、接客・接遇、食品加工、清掃、流通、農業・園芸、木材加工

現場実習
- 1年次：校内実習（2週間）と校外実習（2週間）を実施。
- 2年次：前期・後期にそれぞれ3週間の校外実習を実施。
- 3年次：前期に4週間、後期には2週間の校外実習を2回実施[1]。

## 歴代校長一覧
| 代    | 氏名        | 就任日       | 退任日        |
| ----- | ----------- | ------------ | ------------- |
| 初代  | 堂免 良久   | 2011年4月1日 | 2015年3月31日 |
| 第2代 | 佐久間 健士 | 2015年4月1日 | 2017年3月31日 |
| 第3代 | 小山 昭洋   | 2017年4月1日 | 2021年3月31日 |
| 第4代 | 上國料 里美 | 2021年4月1日 | 2023年3月31日 |
| 第5代 | 赤池 賢二   | 2023年4月1日 |               |

## 所在地
〒892-0861　鹿児島県鹿児島市東坂元3丁目28-1

## アクセス
バス停「葛山中央」より徒歩1分